# Посёлок подсобного хозяйства «Воскресенское»
Посёлок подсо́бного хозя́йства «Воскресе́нское» — посёлок в составе поселения Воскресенское района Коммунарка Новомосковского административного округа Москвы. 
С 25 октября 1984 года по 1 июля 2012 года находилось в составе Ленинского района Московской области. 
В 1994—2006 годах — центр Воскресенского сельского округа. С 2006 по 2024 год — административный центр поселения Воскресенское.
8 мая 2024 года в ходе административно-территориальных реформ Троицкого и Новомосковского административных округов города Москвы, включен в состав муниципального района Коммунарка города Москвы.

## Население
| 2002 | 2006  | 2010  |
| ---- | ----- | ----- |
| 5549 | ↗6003 | ↗6329 |

## Хозяйство
Федеральное государственное унитарное предприятие «Агропромышленный комплекс „Воскресенский“» производит за год 1,7 тыс. тонн молока и 0,4 тыс. тонн овощей открытого грунта.

## Культура
В посёлке находится дом отдыха «Воскресенское» Управления делами Президента РФ круглогодичного действия, вместимостью 134 места. В 2002 году на территории дома отдыха был сооружён деревянный храм — часовня в честь Святой Троицы на месте старинной дворянской усадьбы. В 2003 году была организована Воскресная школа. На территории поселения действует Дом культуры и спорта «Воскресенское».

## Достопримечательности
- Воскресенская церковь (2005)[8]
- Троицкая церковь (2002)[9]